# Vega-archipel
De Vega-archipel is een eilandengroep van ongeveer 6500 eilanden in Nordland in het noorden van Noorwegen. Sinds 2004 staat de archipel op de UNESCO-Werelderfgoedlijst. Het is een bijzonder gebied omdat hier nabij de Poolcirkel vanaf ongeveer 500 na Christus vissers leven, die ook het dons van de eidereend verzamelden. Bovendien komen er hier bijzondere planten en dieren voor.
De naam komt van het grootste eiland Vega (Oudnoords: Veiga), wat weer iets als 'vloeibaar' betekent.